# Домовий павук
Домовий павук (лат. Tegenaria domestica) — вид павуків з родини воронкових (Agelenidae), близький родич американського домового павука Tegenaria agrestis.

## Опис
Самиця досягає до 7,5-11,5 мм завдовжки (не враховуючи довжини ніг), самець 6-9 мм. Забарвлення варіюється від сірувато-коричневого до темно-шоколадно-коричневого. Черевце вгорі має характерний візерунок, схожий на рибу. На ногах є смуги, іноді слабко помітні.

## Поширення
Вид походить з Європи, але починаючи з 1600-х років був занесений на кораблях до Північної Америки. Надалі поширився по всьому світу. Це один із небагатьох видів роду Tegenaria, поширений у Південній півкулі.

## Спосіб життя
Селиться в заростях квітів, купах деревини, де плете лійкоподібні тенета з павутини. Часто мешкає в людських будинках у темних місцях: у підвалах, шафах, гаражах, горищах, отворах у стінах, де йому зручно плести павутину. Уночі полює на комах. Зазвичай його виявляють, коли вмикають світло і павук тікає в пошуках укриття.
Розмножується від травня до осені, при цьому самці зазвичай гинуть після спарювання. Свої кокони з яйцями домовий павук покриває органічними рештками. Зрілості досягає впродовж року, може жити до 7-и років.
Його укус для людини безпечний.

## Галерея

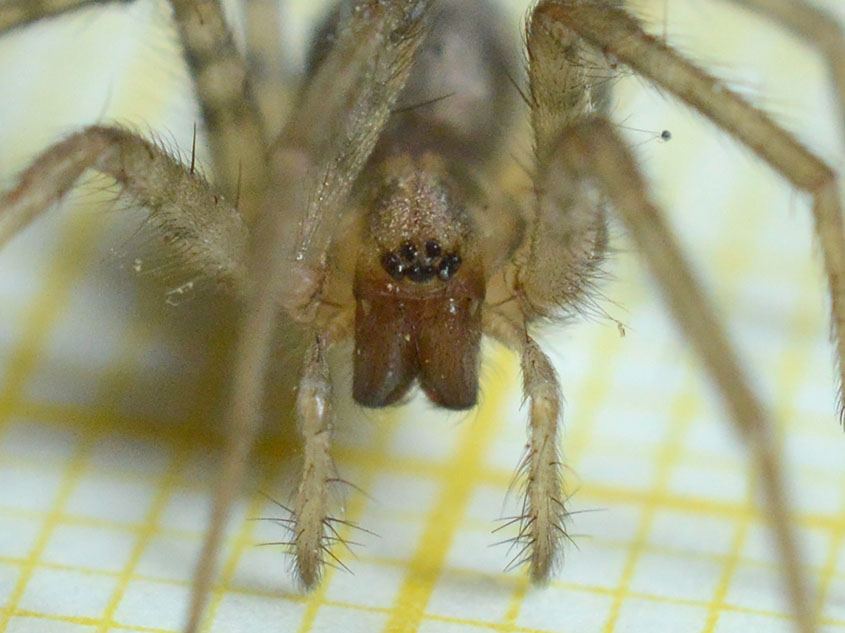
Вигляд зблизька спереду
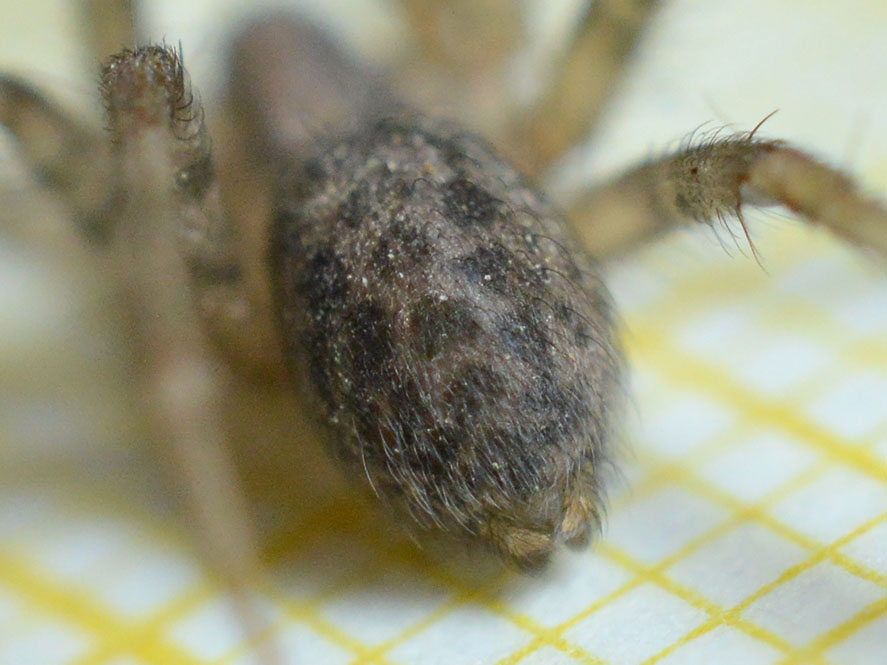
Вигляд зблизька ззаду
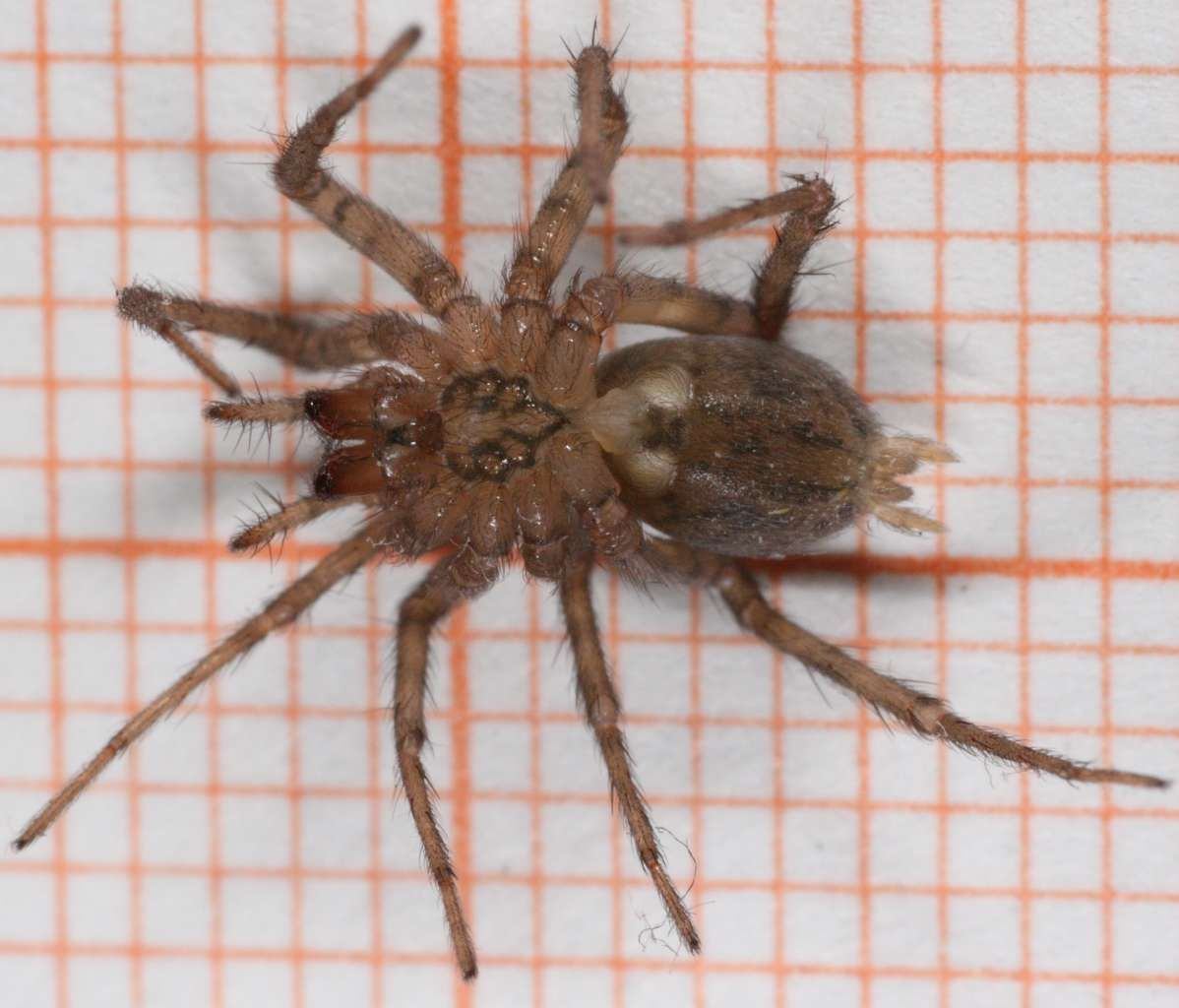
Вид з черевної сторони. Праворуч видно подовжені павутинні бородавки
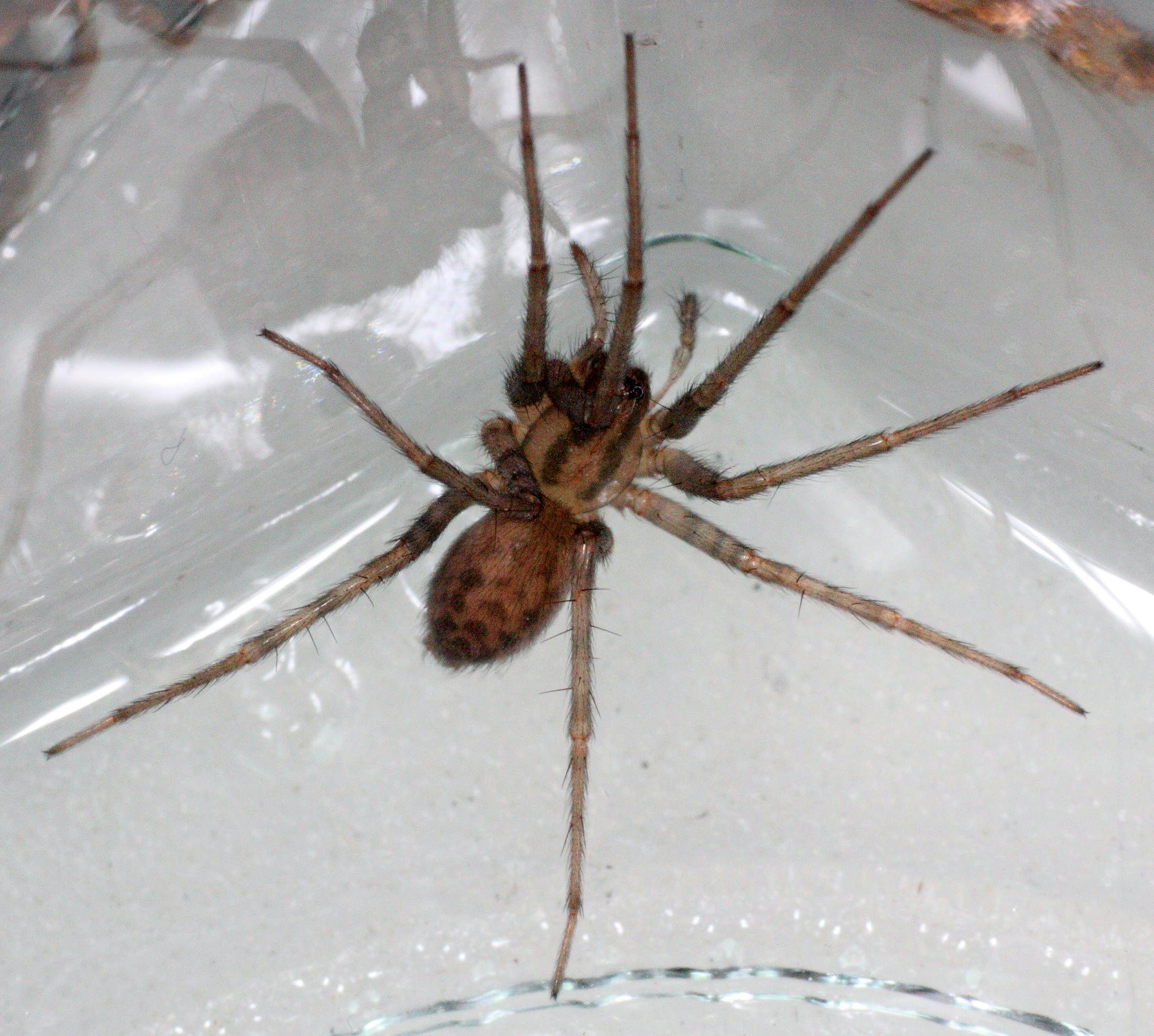
Вигляд згори
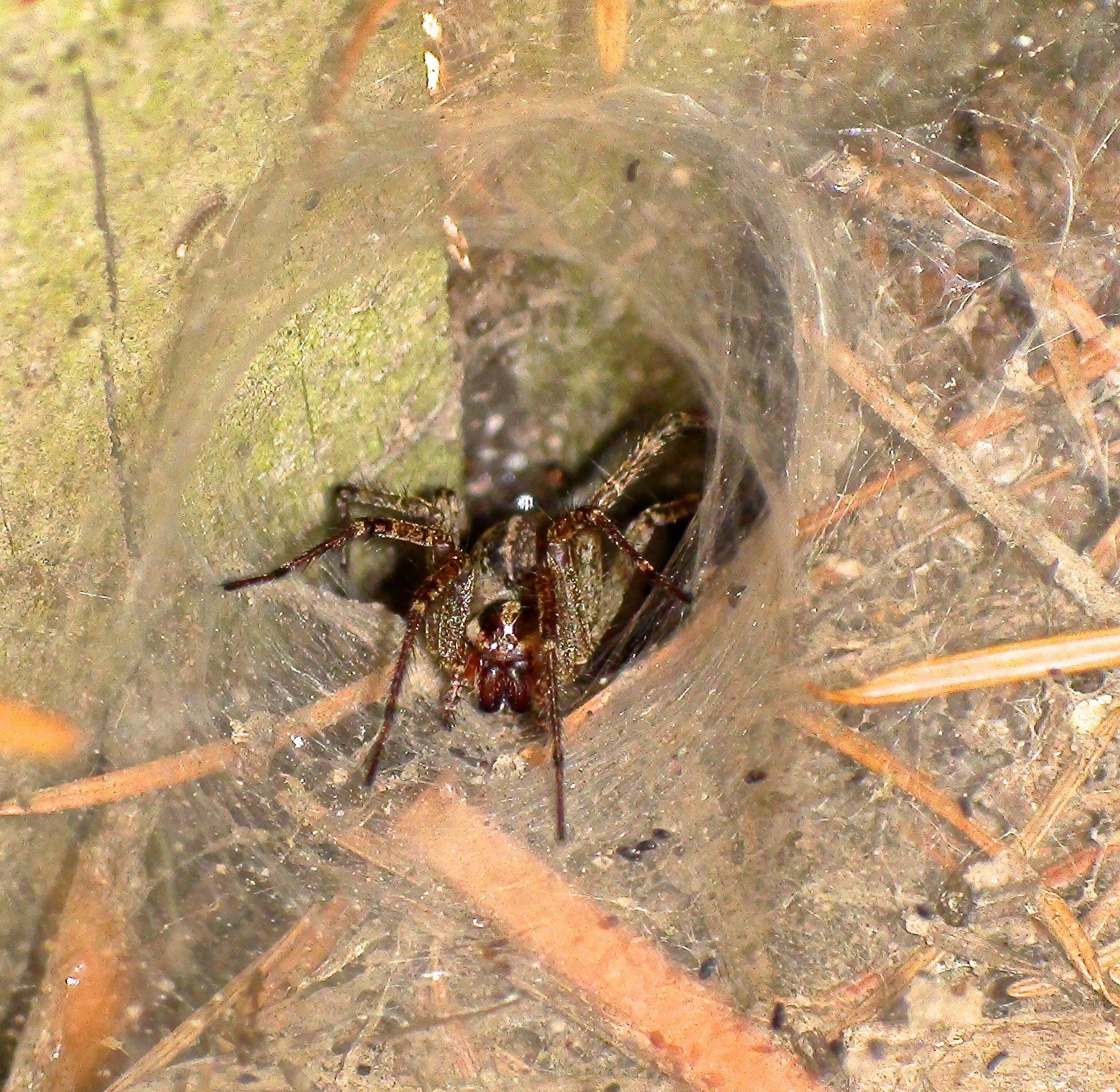
Лійкоподібна павутина